# Super Show Tour Concert Album
Super Show - Super Junior The 1st Asia Tour Concert Album è il primo album live della boy band coreana Super Junior, pubblicata il 19 maggio 2008. Le canzoni presenti nell'album sono state registrate direttamente durante il concerto tenuto presso l'Olympic Fencing Gymnasium di Seul dal 22 al 24 febbraio 2008.

## Tracce
| CD 1 1. Welcome To S.J.World 2. Twins (Knock Out) 3. Intro + Rock This House 4. Intro + 돈돈! (Don't Don) 5. Asian Freak Show 6. 갈증 (A Man In Love) 7. 거울 (Mirror) 8. Ment #1 9. 사랑이 떠나다 (She's Gone) 10. You're My Endless Love (말하자면) 11. Dancing Out 12. Super Junior-K.R.Y - The Night Chicago Died 13. Donghae - My Everything 14. Kyuhyun, Ryeowook - 처음 느낌 그대로 15. Super Junior-K.R.Y – 걸음을 멈추고 16. Kang-In, Leeteuk, Shindong, Sungmin, Siwon - 룩셈부르크 | CD 2 1. Super Junior-T - 로꾸거!!! (Rokkuko) 2. Super Junior-T - 첫차 (First Express) 3. Super Junior-T - 나같은건 없는건가요 (Don't Go Away) 4. H.I.T. (히트) 5. Eunhyuk, Super Junior-K.R.Y – One Love 6. 미워 (Hate U, Love U) 7. Ment #2 8. Marry U 9. Y.M.C.A. 10. Wonder Boy 11. 첫눈이 와 (First Snow) 12. Ment #3 13. 마지막 승부 (The Girl Is Mine) 14. U 15. 행복 (Full Of Happiness) 16. 차근차근 (Way For Love) 17. Believe 18. Miracle 19. [Bonus Track] One Love (Studio Ver.) |